# Tumba Bruk
Tumba Bruk é uma empresa de impressão responsável por manufacturar as notas da Coroa sueca. A companhia foi fundada pelo Sveriges Riksbank (Banco Central da Suécia) em 1755 para produzir Papel-moeda, mas em 2002 a empresa foi vendida ao actual dono, Crane Paper Company. Está localizada em Tumba, perto de Estocolmo.